# Барду, Аженор
Аженор Барду (фр. Agénor Bardoux; 15 января 1829, Бурж — 23 ноября 1897, Париж) — французский юрист, политик, государственный и общественный деятель, писатель и публицист. 

## Биография
Родился в протестантской семье.
Учился в гимназии в Клермон-Ферране, затем изучал право в Париже. Начал свою карьеру в Клермоне в качестве адвоката.
В конце 1870 г. был избран мэром Клермона, а в феврале 1871 года послан от департамента Пюи-де-Дом в палату Национального собрания Франции, где примкнул к левому центру и вскоре выдвинулся благодаря своему красноречию. Сторонник республиканско-либеральных принципов. Выступал за мирное прекращение Франко-прусской войны.
С 11 марта по 10 ноября 1875 года он был заместителем министра юстиции. Ещё дважды, в феврале 1876 года и мае 1877 года, избирался в палату депутатов, как представитель от округа Клермона.
14 декабря 1877 года получил портфель министра просвещения, вероисповеданий и искусств. Но после падения кабинета вследствие отставки Мак-Магона 30 января 1879 года, оставил свой пост, и его место занял Жюль Ферри.
В 1882 году был назначен пожизненным сенатором. С марта 1889 года — вице-президент Сената Франции. Член Академии моральных и политических наук Франции (с 1890).
Среди потомков Барду наиболее известен праправнук Валери Жискар д’Эстен (1926—2020).